# Wyoming (Iowa)
Wyoming – miasto w Stanach Zjednoczonych, w stanie Iowa, w hrabstwie Jones. W 2000 roku liczyło 626 mieszkańców.